# Jaspersoft
Jaspersoft(ジャスパーソフト)は、アメリカ合衆国カリフォルニア州サンフランシスコに本社を置く、世界でデファクトスタンダードのオープンソース帳票ツールの開発会社である。2014年4月28日に米TIBCO Softwareに買収され、米TIBCO Softwareの部門になった。
Jaspersoftは2001年にPanscopicとしてAl CampaとRaj Bhargavaにより設立された。投資会社から米2300万ドルの資金を調達した後に、2004年にルーマニアでオープンソースの帳票ツールを作成していたTeodor Danciu（JasperReportsライブラリの創設者であり設計者）と提携して、会社名をオープンソースプロジェクト名からJaspersoftに社名変更した。2007年に元AppleにいたBrian Gentileが社長に就任した。
帳票ツールであるJasperReportsのライセンス販売から始まったが、最近はJaspersoft Business Intelligence Software（略：Jaspersoft BI）でビジネスインテリジェンスソフトウエア分野に事業を拡大している。
主なサービスとしてソフトウエアの開発／サポート、AWSクラウド上での帳票サービス
、オープンソースコミュニティの運営を行っている。

## 日本ユーザ対応
日本ではワークブレイン・ジャパン株式会社、野村総合研究所、株式会社オージス総研、株式会社NTTデータイントラマート などがJaspersoft製品及びサポートを日本市場で提供している。